# 4,4'-二甲氧基氧化偶氮苯
4,4′-二甲氧基氧化偶氮苯（PAA）是一种有机化合物。它在固态是白色粉末，加热时形成液晶态。它是已知的且容易制备的液晶之一，在液晶显示器的发展用起着重要作用。
它的液晶范围在118 °C到136 °C之间。固态到向列的相变温度为118℃，向列到向同性液体的相变温度为136℃。